# Velšteriér
Velšteriér je středně velké psí plemeno, pocházející z Walesu. V této oblasti byl používán k lovu lišek a jezevců. Vzhledem připomíná malého Erdelteriéra. S tímto ale má velice málo společného – velšteriér je mnohem starší, ve Walesu jde o původní plemeno teriéra.

## Historie
Velšteriér je jedno z nejstarších plemen teriéra, který je ve své vlasti Walesu chován mnoho staletí. Velšský král Howell Dobrý (Hywel Dda) vypracoval v 10. století na tehdejší dobu moderní sbírku zákonů, ve které rozlišuje tři druhy loveckých psů – psa stopovacího, španěla a greyhounda – a dále uvádí tři druhy psů „Cur“ – mastifa, pasteveckého psa a psa „House Cur“ což zřejmě bylo označení pro velšteriéra nebo jeho předchůdce. Dnes slovo „Cur“ odpovídá českému podvraťák, lotr, sketa, darebák, hafan a toto pochází z keltského slova „Cu“, které má protějšek v řeckém slově kuon nebo latinském canis (pes). Waleské slovo „Ci“ znamená pes, množné číslo jsou „Cwn“. Velšteriér byl ve středověku byl označován slovem „Daergi“ (v množném čísle „Daear-Ci-Gwn“) z čehož se odvozuje dnešní „Daer-Ci-Cymru“. Slovo „Daerci“ se vyskytuje už ve středověké waleské poezii.
Velšteriér je všeobecně považován za praotce všech britských teriérů, který se nejvíc podobá již vymřelému Old English Black and Tan teriérovi. Velšteriéři byli používáni k lovu ve smíšených smečkách s vydraři, foxhoudy a jinými honiči. První písemný záznam o chovu psů podobných dnešnímu velšteriérovi pochází z roku 1750. Jednalo se o rodinu Jonesovou z Ynysforu v dřívějších hrabstvích Merionethshire a Caernarfonshire, která se chovem těchto psů systematicky zabývala. Ze začátkem 19. století existují záznamy o smečkách velšteriérů ve středním a severním Walesu. Proslulá byla na příklad smečka Aberllechova z distriktu Senabridge.
V roce 1885 byl založen první Welsh Terrier Club, který záhy formuloval první standard plemene. V této době, kdy velšteriér ještě nebyl vyšlechtěn do dnešní podoby, docházelo často k záměně velšteriéra s hrubosrstým black and tan teriérem. Dokonce Kennel Club vedl v plemenné knize velšteriéra pod názvem: Welsh- or Old English Wire- haired Black and Tan Terrier. Bylo zvykem, že na výstavách soutěžili stejní jedinci v obou těchto kategoriích. Na příklad pes Dick Turpin vyhrál na stejné výstavě první cenu jak v kategorii velšteriérů, tak ve třídě Old English Wire- haired Black and Tan teriérů. V této době se šlechtitelské úsilí zaměřilo na odstranění neestetických forem psů, jako krátké těžké hlavy, vypouklé oči, či barvy odlišné od černé s pálením. Do chovu byli zakříženi airedale a irští teriéři, bedlingtoni, manchester teriér, kolie a další dnes již neidentifikovatelné rasy psů. Důkazem těchto křížení jsou dodnes se objevující štěňata s velkými bílými znaky.
Mezi první a druhou světovou válkou se o chov velšteriéra nebývalou měrou zasloužil Walter S. Glynn (chovatelská stanice Brynhir). Především díky jeho chovatelskému úsilí se podařilo chov konsolidovat a upevnit pozici rasy v tehdy těžké konkurenci drsnosrstého foxteriéra.

## Popis
Velšteriér je středně velký, vysoce aktivní a otužilý pes. Přes svoje menší fyzické proporce se jedná o psa dominantního, který je vždy připraven si své místo ve smečce dobýt a obhájit. Vztah k člověku je přátelský, zejména k dětem má vztah jako ochránce a kamarád. W. S. Glynn popsal v roce 1900 ideálního velšteriéra takto: „Můj ideální velšteriér je gentleman, žádný přehnaný snob. Když nejde o to, aby chytal škodnou, má být klidný, mírumilovný, přátelský a poslušný. Pokud se ocitne na válečné stezce, pak se musí jeho pozornost soustředit plně na škodnou. (…) Je na něm patrná velká odvaha a odhodlanost, spojená s určitým výrazem nevinnosti. Přesto z tohoto psa vyzařuje: Snesu toho hodně a jsem k tomu také pevně odhodlán, ale moje trpělivost má své meze.“

## Použití
Pro svoje vrozené vlohy je vhodný k použití jako lovecký pes – jeho specialitou je norování. Zejména se uplatňoval a stále ještě uplatňuje při lovu lišek a jezevců. Jeho milá povaha a velikost spojena s robustní konstitucí z něj dělá společenského a rodinného psa, který se stará nejen o zábavu, ale i o hlídání svého teritoria. Jeho poslušnost a inteligence ho předurčují i ke sportovnímu výcviku, zejména pro sportovní výcvik všeobecné poslušnosti a , agility a mobility.

## Péče
Velšteriér patří k velmi aktivním psům – proto vyžaduje hodně pohybu a zaměstnání, ať už formou lovu, sportu nebo výcviku. Srst se musí pravidelně upravovat trimováním. Hlava a nohy se upravují nůžkami. Ze zdravotních rizik je nutno zdůraznit, že velšteriéři jsou náchylní na nemoci ledvin, a proto je nezbytně nutné zabezpečit nepřetržitý přístup k vodě. Důležité je to hlavně při delším cestování. Výcvik, který je v každém případě žádoucí, musí být veden jako u všech teriérů velice konsekventně, ale citlivě. Velice vhodné je také pravidelné opakování jednotlivých povelů. Nezbytně nutná je důslednost. Velšteriéři pracují velice rádi a za pozornost pána jsou velice vděčni. Někdy bývá pro velšteriéry velkým problémem při pohybu "na volno", aby udrželi svoji loveckou vášeň na uzdě.

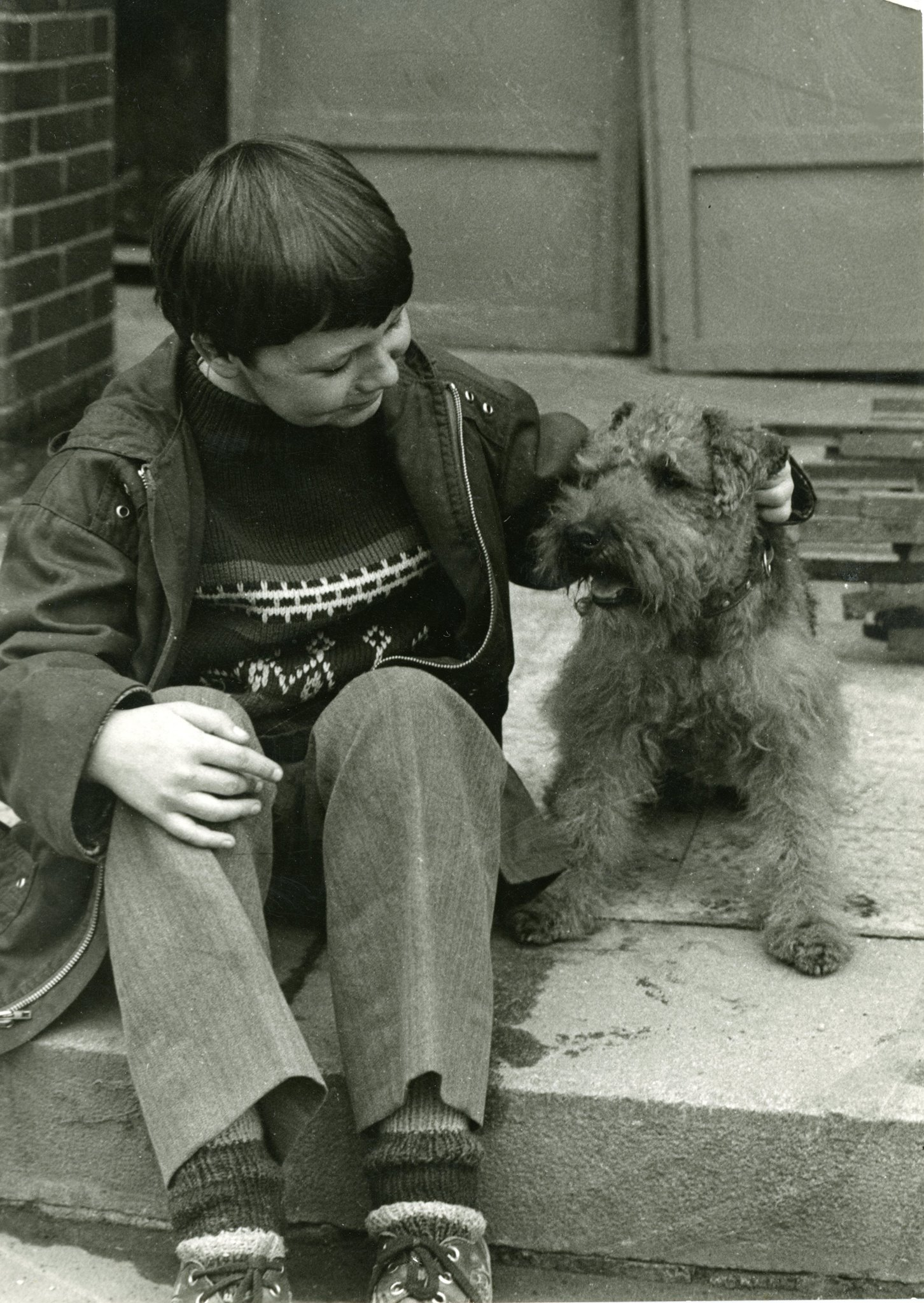
Tomáš Holý a jeho pes Alton čekají na záběr

## Zajímavosti
Velšteriér se jménem Alton doprovázel životem například oblíbenou dětskou hvězdu Tomáše Holého. A to dokonce od velmi útlého věku. Také s ním hrál v jeho posledním filmu Prázdniny pro psa.